# Thomas Gautschi (Soziologe)
Thomas Gautschi (* 22. April 1969 in Thun) ist ein Schweizer Soziologe. Er ist Professor für Methoden der empirischen Sozialforschung an der Universität Mannheim.

## Leben
Von 1989 bis 1997 studierte Gautschi  Wirtschaftswissenschaften und Soziologie an der Universität Bern. Von 1997 bis 2001 absolvierte er ein Graduiertenstudium am Interuniversity Center for Social Science Theory and Methodology der Universität Utrecht. Gautschi wurde dort 2002 zum Ph.D. promoviert. Danach war er von 2002 bis 2009 wissenschaftlicher Mitarbeiter am Institut für Soziologie der Universität Bern.
Im Wintersemester 2009 vertrat er den Lehrstuhl für Methoden der empirischen Sozialforschung und angewandte Soziologie an der Universität Mannheim. Seit Ende 2009 ist er dort W3-Professor für Methoden der empirischen Sozialforschung. Neben den Methoden sind ökonomische Soziologie, Netzwerktheorie sowie Spieltheorie seine Forschungsschwerpunkte.

## Veröffentlichungen (Auswahl)
Monographien
- Norman Braun und Thomas Gautschi: Rational-Choice-Theorie. Weinheim/Basel, Beltz Juventa 2011.
- Thomas Gautschi: Trust and Exchange. Effects of Temporal Embeddedness and Network Embeddedness on Providing and Dividing a Surplus. Amsterdam, Thela Thesis 2002. (online)